# Big Boi

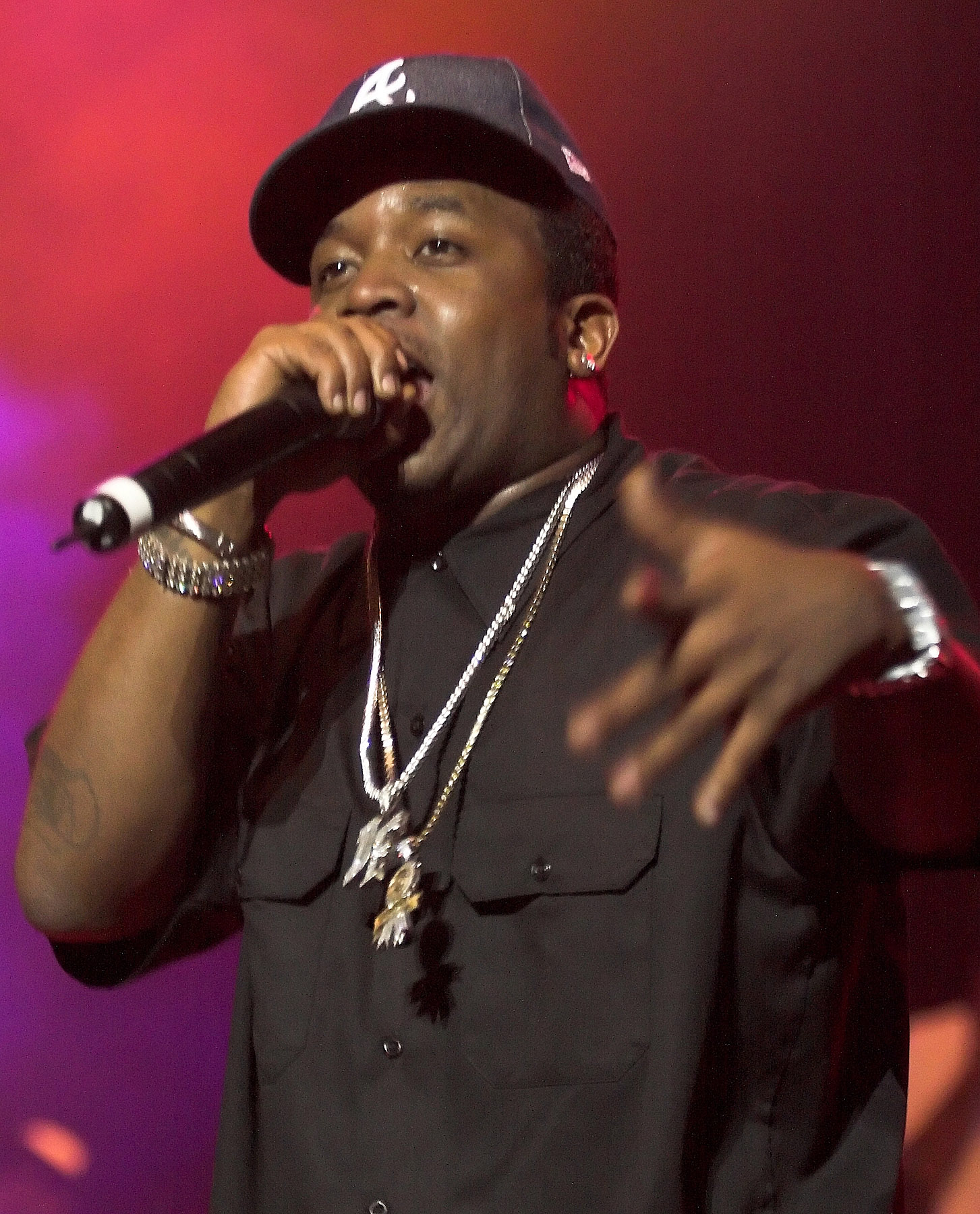
Big Boi

Antwan André Patton, beter bekend als Big Boi (Savannah (Georgia), 1 februari 1975) is een Amerikaans rapper en lid van hiphopgroep OutKast. Hij heeft ook bijnamen als: "Daddy Fat Sacks", "General Patton", "Sir Lucious L. Leftfoot", "Billy Ocean", "Hot Tub Tony" en "Francis the Savannah Chitlin' Pimp".
Antwan woonde voor een deel van zijn jeugd in Savannah, maar verhuisde naar de hoofdstad van Georgia: Atlanta. Toen hij in de late jaren 80 nog op de highschool zat ontmoette hij André Benjamin (André 3000), zij vormden samen de hiphopgroep OutKast en tekenden een contract bij LaFace Records.
In tegenstelling tot de meer filosofische en kalme André 3000 rapt Big Boi meer over feesten en vrouwen, maar hij rapt ook over de problemen die de Afro-Amerikaanse gemeenschap betreffen en over wereldproblemen, zoals in het nummer 'war' waarin hij het beleid van George W. Bush en zijn 'war on terror' bekritiseert.
In 2003 werd het album Speakerboxxx/The Love Below van OutKast uitgegeven. Dit dubbelalbum bestond in feite uit twee soloalbums, Speakerboxxx van Big Boi en The Love Below van André 3000. Zeven jaar later, op 7 juli 2010, verscheen voor het eerst een album onder Big Bois naam, Sir Lucious Left Foot: The Son of Chico Dusty. Aan dit album werkten verschillende gastartiesten mee, onder wie George Clinton, Jamie Foxx en T.I..
- Bibliothèque nationale de France: cb14155930j (data)
- Gemeinsame Normdatei: 13543078X
- International Standard Name Identifier: 0000 0003 6864 1640
- Library of Congress Control Number: no00017293
- MusicBrainz: 9724aa19-fdf9-49d0-9f9d-944e462e2a5c
- Nationale Bibliotheek van Tsjechië: xx0138398
- Système universitaire de documentation: 078617642
- Virtual International Authority File: 49431842